# Nova Canaã do Norte
Nova Canaã do Norte é um município brasileiro do estado de Mato Grosso, localizado na latitude sul 10º38'13", longitude oeste 55º42'32". Sua sede está a 700 km de distância da capital Cuiabá, via Rodovia Cuiabá-Santarém (BR-163) e MT-320. Em 2020, sua população era de 12.831 habitantes.

## História
A colonização da região começou em 1976, via integração da BR-163 (aberta pelo 9º BEC - Batalhão de Engenharia e Construção em 1972), pela mesma empresa que fundou a cidade de Colíder: Imobiliária e Colonizadora Líder. A localidade recebeu o nome de "Gleba Nova Era", que não foi bem administrada pela colonizadora; passando então a ser administrada pelo INCRA e renomeada para "Projeto de Assentamento Canaã". Em 1982, aproximadamente 3.500 famílias residiam na área. Alguns anos depois, encontrou-se ouro na região, levando à "corrida do ouro".
Em 13 de maio de 1986 (lei estadual n° 4.997) elevou o local a município sob denominação de "Nova Canaã do Norte". Os primeiros até a atualidade são os seguintes:
- 1987-1988 - Jamiro Formigoni
- 1989-1992 - Evaldo Jung
- 1993-1996 - Maria Aparecida Formigoni
- 1997-2004 - Wilson Cargnin
- 2005-2010 - Luis Cesar Castro
- 2010-2012 - Vicente Medeiros
- 2017-2020 - Rubens Roberto Rosa
- 2021-2024 - Rubens Roberto Rosa
- 2025-2028 - Vinicius Oliveira

## Gentílico
Novo-canaanenses do Norte

## Geografia

### Hidrografia
Localizado na Bacia Amazônica, o principal rio que corta o município é Rio Teles Pires ou São Manuel.

### Clima
O clima é Equatorial quente e úmido, com 3 meses de seca, de junho a agosto, e chuvas de setembro a maio. A precipitação anual é de 2.500 mm, com intensidade máxima em dezembro e janeiro. A temperatura média é de 24°C.

### Vegetação-Geologia-Pedologia
O tipo de vegetação natural predominante é composto por floresta ombrófila densa. A Geologia local é caracterizada por coberturas não do dobradas do Fanerozóico, formação Prainha. Coberturas dobradas do Proterozóico, com granitóides associados - Formação Iriri, além dos Complexos Metamórficos Arqueanos e Pré-Cambriano Indiferenciado - Complexo Basal.

### Núcleos Urbanos
É constituído do distrito Sede, Colorado do Norte e Ouro Branco.

### Atividades Econômicas
O carro-chefe da economia norte-canaanense é pecuária bovina, que consiste dos sistemas de cria, recria, corte e leiteira. Há indústria de beneficiamento de leite in natura e frigorífico para abate de parte da produção de bovinos.
Na agricultura, principalmente de subsistência, destacam-se as culturas de arroz, milho, feijão, algodão e café. Inicia-se a introdução de monoculturas de arroz e soja.

## Últimos prefeitos eleitos
| Ano  | Prefeito         | Partido | Votos | %     | Ref   |
| ---- | ---------------- | ------- | ----- | ----- | ----- |
| 2004 | Luizão           | PFL     | 3.174 | 50,41 | [ 5 ] |
| 2008 | Luizão           | PFL     | 3.707 | 52,54 | [ 6 ] |
| 2012 | Vicente Medeiros | PMDB    | 4.444 | 61,14 | [ 7 ] |
| 2016 | Rubão            | PDT     | 4.608 | 59,95 | [ 8 ] |
| 2020 | Rubão            | PDT     | 6.288 | 92,66 | [ 9 ] |